# 阿默滕峰

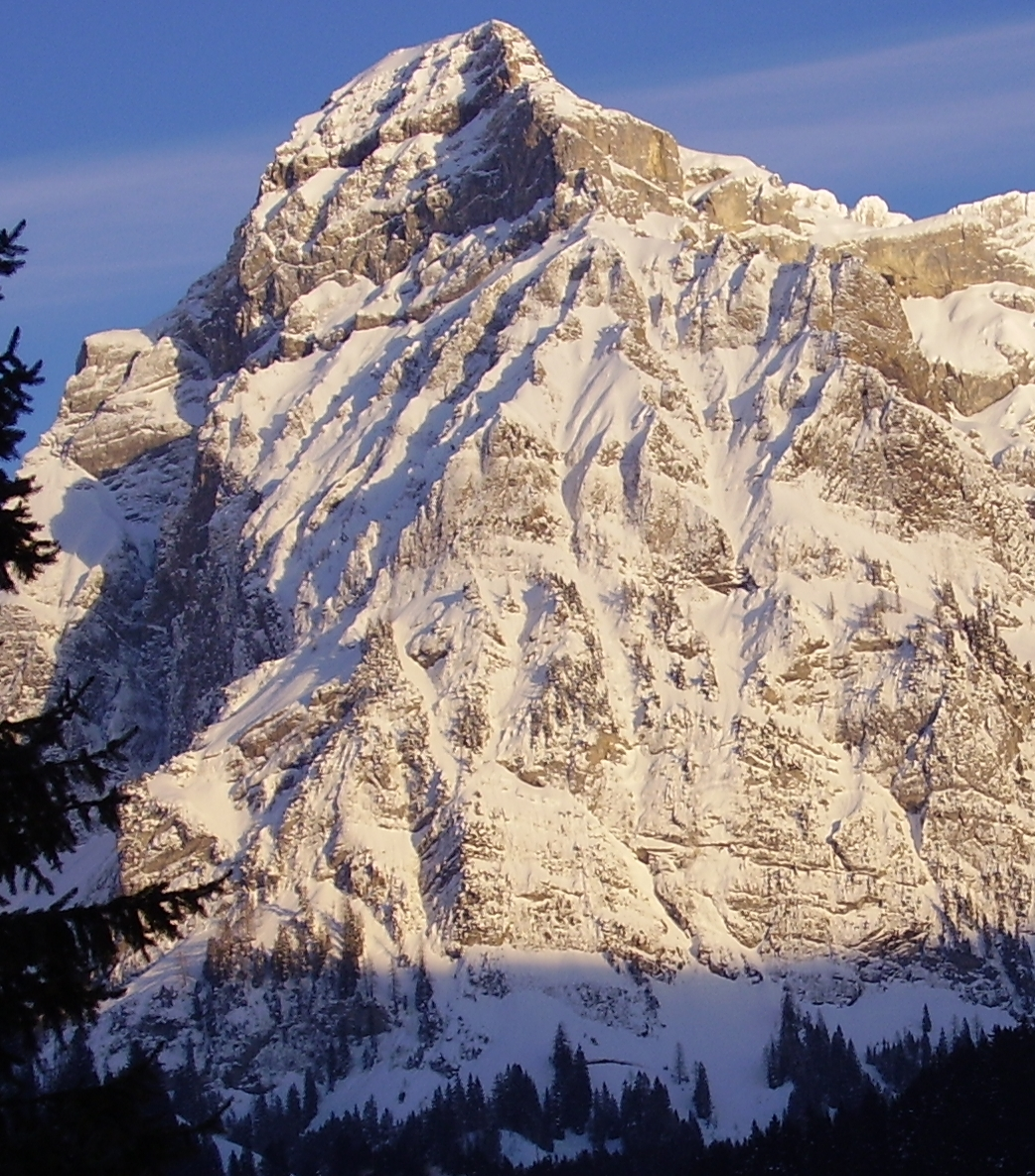

46°25′02″N 7°31′02″E / 46.417127°N 7.517264°E
阿默滕峰（德語：Ammertenhorn）是瑞士伯恩州的山峰，位於該國中西部，屬於伯爾尼山的一部分，距離维尔德施特鲁伯尔山0.96公里，海拔高度2,666米，每年平均降雨量1,585毫米。